# 香港天際萬豪酒店

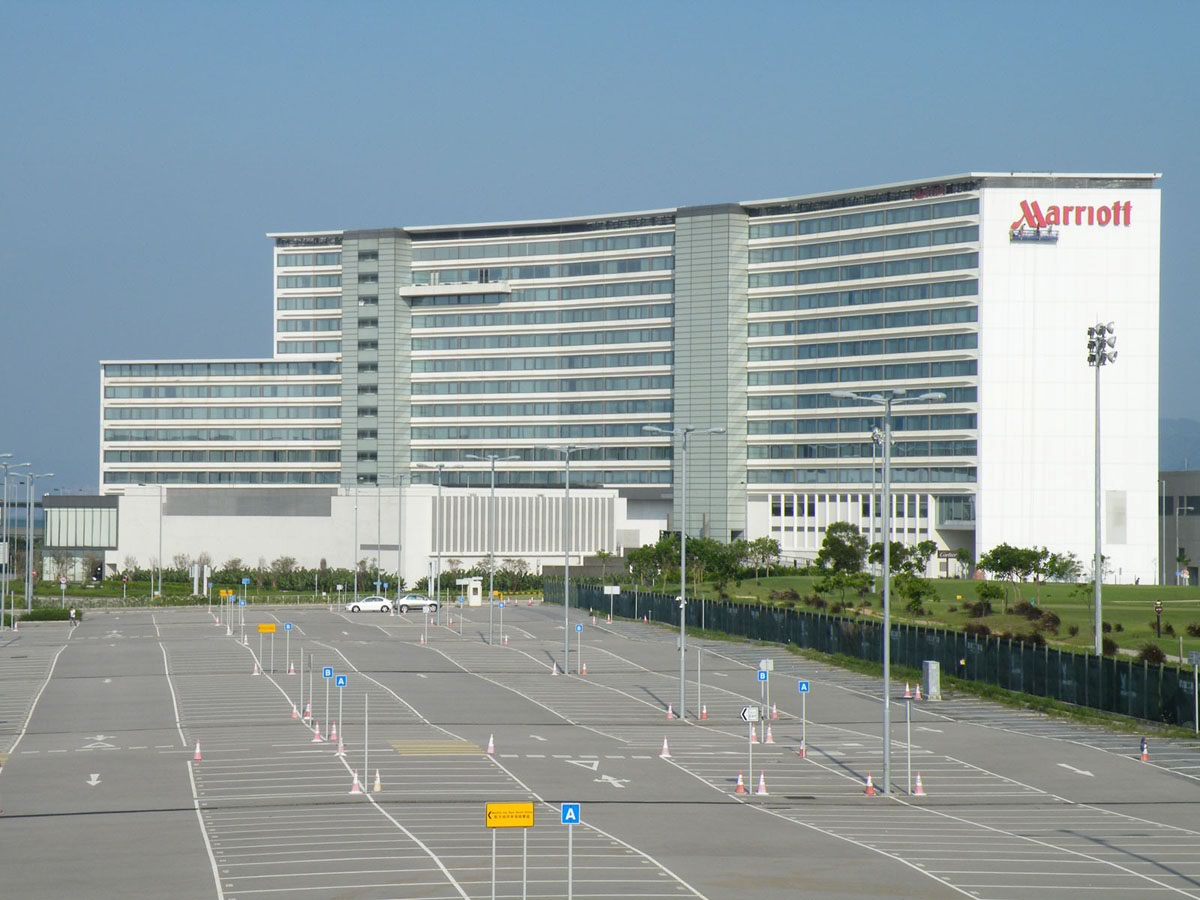
香港天際萬豪酒店

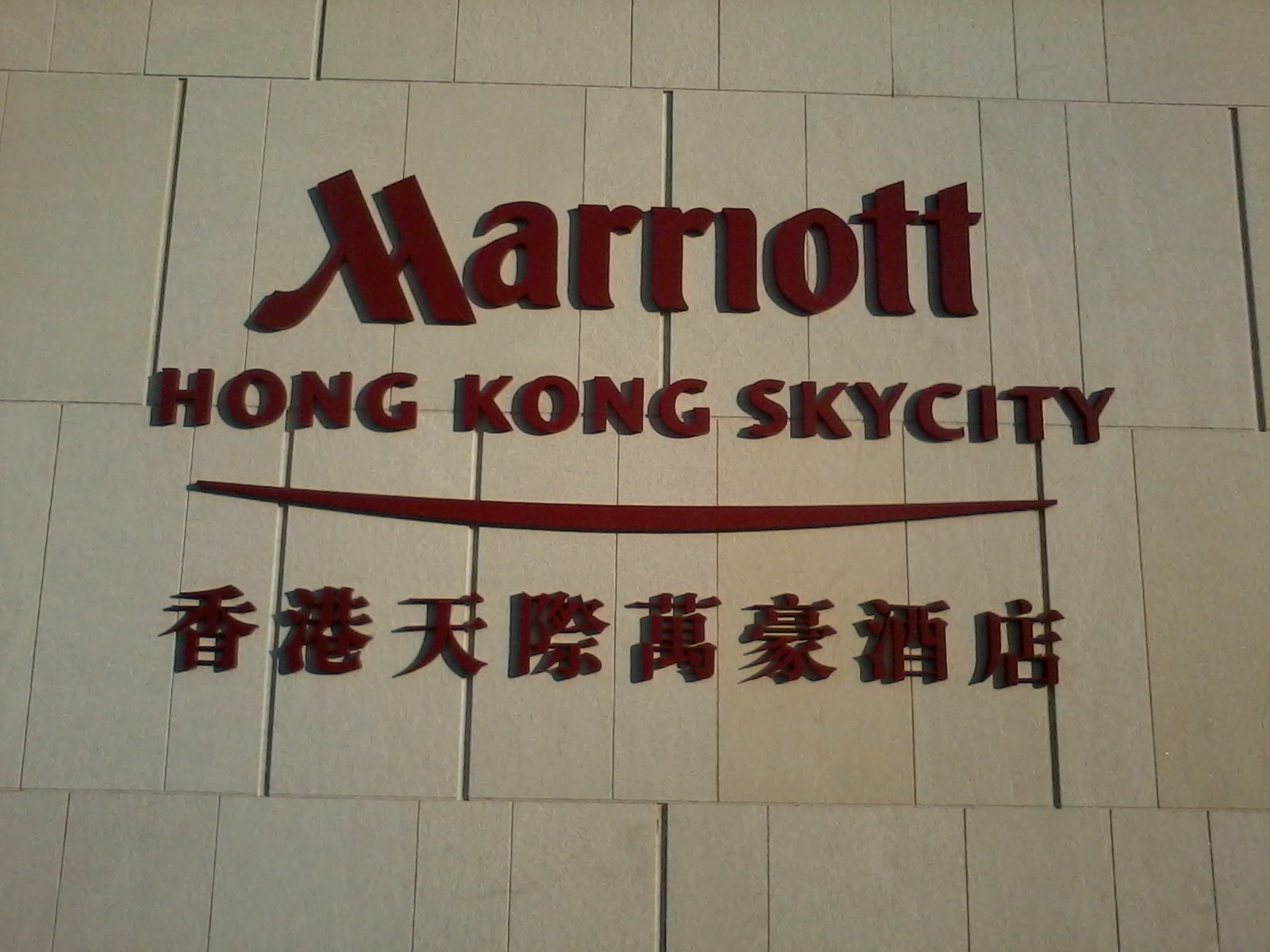
香港天際萬豪酒店

香港天際萬豪酒店（英語：Hong Kong SkyCity Marriott Hotel）是香港的一間五星級酒店，位於新界離島區香港國際機場航天城內，於2008年下半年落成，是香港國際機場範圍內的第二間酒店。香港天際萬豪酒店佔地2.7公頃，大樓共14層，現設625間客房，33間套房，11個會議室及3層行政樓層。此酒店由国际建筑设计事务所Aedas負責設計。
香港天際萬豪酒店的大股東是信德集團，聯同經營亞洲國際博覽館的寶嘉建築及廣域理念合作發展，由萬豪國際負責經營，投資額約10億港元，創造約750個職位。